# Aaron Carter
Aaron Charles Carter (Tampa (Florida), 7 december 1987 – Lancaster (Californië), 5 november 2022) was een Amerikaanse pop- en hiphopzanger en acteur. Hij was de jongere broer van zanger Nick Carter van de Backstreet Boys.
Carter werd geboren in Tampa, in Florida, waar zijn ouders een huis voor gepensioneerden runden. Hij werd vernoemd naar de opa van zijn vaders kant, Aaron Charles Carter. 

## Carrière
Op zevenjarige leeftijd begon hij zijn muziekcarrière als hoofdzanger in een lokale band, Dead End. In 1997 maakte hij zijn eerste solo-optreden, door een liedje te coveren van de popband The Jets in het voorprogramma van de jongensgroep van zijn broer, de Backstreet Boys. Hierna tekende hij een contract met een platenmaatschappij en mocht hij zijn eerste single uitbrengen in de herfst van 1997, "Crush on You". Op 1 december van datzelfde jaar bracht hij zijn eerste album uit, dat goudstatus behaalde in Noorwegen, Spanje, Denemarken, Canada en Duitsland. In de jaren erna bleef Carter actief in de muziekwereld, zo zong hij in soundtracks voor de films Pokémon: The First Movie (1999), Rugrats in Paris: The Movie (2000), Jimmy Neutron: Boy Genius  en The Princess Diaries (beide 2001). Op 26 september 2000 werd in de Verenigde Staten zijn tweede album uitgebracht, Aaron's Party, dat meer dan 1,5 miljoen keer over de toonbank ging. In 2003 bracht hij voor enige tijd zijn laatste album uit, Most Requested Hits. In 2006 bracht hij weer twee nieuwe albums uit, Come Get It: The Very Best of Aaron Carter en 2 Good 2 B True.
Carter speelde daarnaast meerdere kleine rollen in televisieseries en films, waaronder in Lizzie McGuire, Sabrina, the Teenage Witch en 7th Heaven. In april 2001 maakte hij zijn Broadwaydebuut met de musical Seussical the Musical van Lynn Ahrens en Stephen Flaherty. In 2004 speelde hij voor het eerst in een film, de komedie Fat Albert, waarna hij een jaar later de hoofdrol mocht spelen in de film Popstar.

## Privéleven
Carter had relaties met onder meer Hilary Duff, Lindsay Lohan en Kaci Brown. In november 2021 werd hij vader van een zoon, Prince. Slechts een week later scheidde hij van Melanie Martin, de moeder van zijn pasgeboren zoon.
Carter had een drugsverslaving en kampte met meerdere psychische problemen. Hij had een moeizame relatie met zijn naaste familie. Zijn broer Nick beschuldigde hem in 2019 van bedreiging. Door zijn tweelingzus Angel werd hij beschuldigd van misbruik. Aaron kreeg voor beiden een contactverbod.

## Overlijden
Op 5 november 2022 werd Carter op 34-jarige leeftijd dood gevonden door zijn huishoudster in een badkuip in zijn huis in Lancaster, Californië.

## Discografie

### Albums
| Album met eventuele hitnotering(en) in de Nederlandse Album Top 100 | Datum van verschijnen | Datum van binnenkomst | Hoogste positie | Aantal weken | Opmerkingen |
| ------------------------------------------------------------------- | --------------------- | --------------------- | --------------- | ------------ | ----------- |
| Aaron Carter                                                        | 01-12-1997            | 03-01-1998            | 36              | 18           |             |
| Aaron's Party (Come Get It)                                         | 2000                  | 11-11-2000            | 76              | 3            |             |

### Singles
| Single met eventuele hitnotering(en) in de Nederlandse Top 40 | Datum van verschijnen | Datum van binnenkomst | Hoogste positie | Aantal weken | Opmerkingen                 |
| ------------------------------------------------------------- | --------------------- | --------------------- | --------------- | ------------ | --------------------------- |
| Crush On You                                                  | 15-08-1997            | 04-10-1997            | 18              | 7            | Nr. 25 in de Single Top 100 |
| Crazy Little Party Girl                                       | 20-11-1997            | 20-12-1997            | 22              | 6            | Nr. 23 in de Single Top 100 |
| I'm Gonna Miss You Forever                                    | 23-02-1998            | 28-03-1998            | 28              | 3            | Nr. 56 in de Single Top 100 |
| I Want Candy                                                  | 04-09-2000            | 30-09-2000            | 27              | 4            | Nr. 21 in de Single Top 100 |
| Aaron's Party (Come Get It)                                   | 2000                  | -                     | -               | -            | Nr. 74 in de Single Top 100 |

- Bibsys: 10044531
- Bibliothèque nationale de France: cb140132126 (data)
- Gemeinsame Normdatei: 120018799
- International Standard Name Identifier: 0000 0001 1438 4701
- Library of Congress Control Number: no99029451
- MusicBrainz: 4c0bb5bc-95ad-47de-99e3-fbb4fbc5f393
- Nationale Bibliotheek van Tsjechië: ola2009507815
- Nationale en Universitaire bibliotheek Zagreb: 000442934
- Istituto Centrale per il Catalogo Unico: LO1V355187
- Virtual International Authority File: 15590290
- WorldCat: E39PBJghkPKhjKKhwwW8tPHpyd